# Прапор Смородьківки
Пра́пор Сморо́дьківки — один з офіційних символів села Смородьківка, Куп'янський район Харківської області, затверджений рішенням сесії Смородьківської сільської ради.

## Опис прапора
Квадратне полотнище з вміщеними на ньому кольорами і фігурами малого герба.